# Tmarus estyliferus
Tmarus estyliferus là một loài nhện trong họ Thomisidae.
Loài này thuộc chi Tmarus. Tmarus estyliferus được Cândido Firmino de Mello-Leitão miêu tả năm 1929.